# DBU Pokalen 2015-16
DBU Pokalen 2015-16 er den 62. udgave af DBU Pokalen. Finalen blev spillet i Parken Kristi Himmelfartsdag d. 5. maj 2016.
Turneringen blev vundet af FC København, der derved kunne træde ind i Europa League, 2. kvalifikationsrunde, men da klubben vandt det danske mesterskab, kvalificerede klubben sig imidlertid i stedet til UEFA Champions League-kvalifikation i stedet.

## Deltagere
108 hold er med i DBU Pokalen. Alle divisionshold fra sæsonen 2014-15 er automatisk med i pokalturneringen, mens tilmeldte seriehold spillede kvalifikationskampe for at komme med.
Det seriehold fra sæsonen 2014-15, som når længst, fik 100.000 kr. Når flere seriehold lige langt, fordeles pengene ligeligt. For andet år i træk blev det Greve, der kunne modtage checken på de 100.000 kr. fra DBU.

### Superligaen
| Klub            | Ligaplacering 2014-15 | Træder ind i | Slået ud i     | Slået ud af   |
| --------------- | --------------------- | ------------ | -------------- | ------------- |
| AGF             | 1. division, nr. 2    | 2. runde     | Finale, taber  |               |
| Brøndby         | Superligaen, nr. 3    | 3. runde     | Semifinalen    | FC København  |
| Esbjerg         | Superligaen, nr. 8    | 2. runde     | 3. runde       | Lyngby        |
| FC København    | Superligaen, nr. 2    | 3. runde     | Finale, vinder |               |
| FC Midtjylland  | Superligaen, nr. 1    | 3. runde     | 4. runde       | FC Roskilde   |
| FC Nordsjælland | Superligaen, nr. 6    | 2. runde     | 2. runde       | Næstved       |
| Hobro           | Superligaen, nr. 7    | 2. runde     | 3. runde       | FC Roskilde   |
| OB              | Superligaen, nr. 9    | 2. runde     | 3. runde       | FC Fredericia |
| Randers FC      | Superligaen, nr. 4    | 3. runde     | Kvartfinalen   | FC København  |
| SønderjyskE     | Superligaen, nr. 10   | 2. runde     | Kvartfinalen   | AGF           |
| Viborg          | 1. division, nr. 1    | 2. runde     | 4. runde       | Skive         |
| AaB             | Superligaen, nr. 5    | 2. runde     | Semifinalen    | AGF           |

### 1. division
| Klub            | Ligaplacering 2014-15   | Træder ind i | Slået ud i   | Slået ud af    |
| --------------- | ----------------------- | ------------ | ------------ | -------------- |
| AC Horsens      | 1. division, nr. 6      | 1. runde     | 3. runde     | HB Køge        |
| FC Fredericia   | 1. division, nr. 10     | 1. runde     | 4. runde     | FC København   |
| FC Helsingør    | 2. division Øst, nr. 1  | 1. runde     | 4. runde     | Randers FC     |
| FC Roskilde     | 1. division, nr. 9      | 1. runde     | Kvartfinalen | AaB            |
| FC Vestsjælland | Superligaen, nr. 11     | 1. runde     | 3. runde     | FC København   |
| HB Køge         | 1. division, nr. 7      | 1. runde     | 4. runde     | Brøndby        |
| Lyngby          | 1. division, nr. 3      | 1. runde     | 4. runde     | AaB            |
| Næstved         | 2. division Vest, nr. 1 | 1. runde     | 3. runde     | FC Midtjylland |
| Silkeborg       | Superligaen, nr. 12     | 1. runde     | 3. runde     | AGF            |
| Skive           | 1. division, nr. 8      | 1. runde     | Kvartfinalen | Brøndby        |
| Vejle           | 1. division, nr. 5      | 1. runde     | 2. runde     | Hobro          |
| Vendsyssel FF   | 1. division, nr. 4      | 1. runde     | 2. runde     | AaB            |

### 2. division pulje 1
| Klub     | Ligaplacering 2014-15  | Træder ind i | Slået ud i | Slået ud af |
| -------- | ---------------------- | ------------ | ---------- | ----------- |
| AB       | 1. division, nr. 11    | 1. runde     | 1. runde   | Lyngby      |
| Avarta   | 2. division Øst, nr. 8 | 1. runde     | 1. runde   | HB Køge     |
| B1908    | 2. division Øst, nr. 5 | 1. runde     | 2. runde   | Fredensborg |
| Brønshøj | 1. division, nr. 12    | 1. runde     | 3. runde   | Rishøj      |
| HIK      | 2. division Øst, nr. 6 | 1. runde     | 1. runde   | Brønshøj    |
| Holbæk   | 2. division Øst, nr. 9 | 1. runde     | 3. runde   | Brøndby     |
| Hvidovre | 2. division Øst, nr. 3 | 1. runde     | 3. runde   | Greve       |

### 2. division pulje 2
| Klub          | Ligaplacering 2014-15   | Træder ind i | Slået ud i | Slået ud af   |
| ------------- | ----------------------- | ------------ | ---------- | ------------- |
| B93           | 2. division Øst, nr. 7  | 1. runde     | 2. runde   | Holbæk        |
| FC Svendborg  | 2. division Vest, nr. 9 | 1. runde     | 2. runde   | Silkeborg     |
| Frem          | 2. division Øst, nr. 2  | 1. runde     | 1. runde   | Ledøje-Smørum |
| Fremad Amager | 2. division Øst, nr. 4  | 1. runde     | 1. runde   | B1908         |
| Marienlyst    | 2. division Vest, nr. 2 | 1. runde     | 2. runde   | Viborg        |
| Nykøbing FC   | 2. division Øst, nr. 5  | 1. runde     | 1. runde   | FC Roskilde   |
| Næsby         | 2. division Vest, nr. 7 | 1. runde     | 1. runde   | FC Fredericia |

### 2. division pulje 3
| Klub          | Ligaplacering 2014-15    | Træder ind i | Slået ud i | Slået ud af   |
| ------------- | ------------------------ | ------------ | ---------- | ------------- |
| Brabrand      | 2. division Vest, nr. 8  | 1. runde     | 2. runde   | FC Fredericia |
| Jammerbugt FC | 2. division Vest, nr. 3  | 1. runde     | 1. runde   | Vendsyssel FF |
| Kolding IF    | 2. division Vest, nr. 6  | 1. runde     | 3. runde   | Skive         |
| Middelfart    | 2. division Vest, nr. 11 | 1. runde     | 1. runde   | Vejle         |
| Odder         | 2. division Vest, nr. 10 | 1. runde     | 2. runde   | Skive         |
| Skovbakken    | 2. division Vest, nr. 5  | 1. runde     | 1. runde   | Lystrup       |
| Thisted       | 2. division Vest, nr. 4  | 1. runde     | 2. runde   | SønderjyskE   |

### Seriehold, Bornholm
| Klub        | Ligaplacering 2014-15          | Liga 2015-16     | Træder ind i | Slået ud i | Slået ud af |
| ----------- | ------------------------------ | ---------------- | ------------ | ---------- | ----------- |
| NB Bornholm | Danmarksserien pulje 1, nr. 13 | Københavnsserien | 1. runde     | 1. runde   | Fredensborg |

### Seriehold, Fyn
| Klub         | Ligaplacering 2014-15  | Liga 2015-16   | Træder ind i | Slået ud i | Slået ud af  |
| ------------ | ---------------------- | -------------- | ------------ | ---------- | ------------ |
| B1913        | Albaniserien, nr. 3    | Albaniserien   | 1. runde     | 1. runde   | FC Svendborg |
| Langeskov    | Albaniserien, nr. 8    | Albaniserien   | 1. runde     | 1. runde   | Nyborg       |
| Marslev      | Serie 1 pulje 1, nr. 9 | Serie 1        | 1. runde     | 1. runde   | Tarup/Paarup |
| Morud        | Albaniserien, nr. 5    | Albaniserien   | 1. runde     | 1. runde   | Marienlyst   |
| Nyborg       | Serie 1 pulje 1, nr. 2 | Albaniserien   | 1. runde     | 2. runde   | Greve        |
| Søhus Stige  | Serie 2 pulje 1, nr. 5 | Serie 2        | 1. runde     | 2. runde   | Esbjerg      |
| Tarup/Paarup | Albaniserien, nr. 1    | Danmarksserien | 1. runde     | 2. runde   | OB           |
| Aarslev      | Serie 1 pulje 1, nr. 1 | Albaniserien   | 1. runde     | 1. runde   | Søhus Stige  |

### Seriehold, Jylland
| Klub             | Ligaplacering 2014-15           | Liga 2015-16   | Træder ind i | Slået ud i | Slået ud af      |
| ---------------- | ------------------------------- | -------------- | ------------ | ---------- | ---------------- |
| Aulum            | Serie 1 pulje 7, nr. 3          | Serie 1        | 1. runde     | 1. runde   | Brabrand         |
| Birkelse         | Jyllandsserien 1 pulje 1, nr. 6 | Jyllandsserien | 1. runde     | 1. runde   | Aalborg Freja    |
| DGL 2000         | Jyllandsserien 2 pulje 3, nr. 6 | Serie 1        | 1. runde     | 1. runde   | Kjellerup        |
| Esbjerg IF 92    | Serie 1 pulje 10, nr. 2         | Serie 1        | 1. runde     | 1. runde   | FC Sydvest       |
| FC Skanderborg   | Danmarksserien pulje 2, nr. 7   | Danmarksserien | 1. runde     | 1. runde   | Aabyhøj          |
| FC Sydvest       | 2. division Vest, nr. 13        | Danmarksserien | 1. runde     | 2. runde   | Vejgaard         |
| FC Sønderborg    | Danmarksserien pulje 2, nr. 5   | Danmarksserien | 1. runde     | 3. runde   | Randers FC       |
| Fuglebakken KFUM | Jyllandsserien 2 pulje 4, nr. 4 | Jyllandsserien | 1. runde     | 1. runde   | AC Horsens       |
| Holstebro        | Danmarksserien pulje 3, nr. 2   | Danmarksserien | 1. runde     | 1. runde   | Silkeborg        |
| IF Skjold Sæby   | Serie 1 pulje 5, nr. 1          | Jyllandsserien | 1. runde     | 1. runde   | Thisted          |
| Kjellerup        | 2. division Vest, nr. 15        | Danmarksserien | 1. runde     | 2. runde   | AGF              |
| Kolding BK       | 2. division Vest, nr. 16        | Danmarksserien | 1. runde     | 1. runde   | Sædding/Guldager |
| Lundtoft IF      | Serie 2 pulje 22, nr. 7         | Serie 3        | 1. runde     | 1. runde   | Kolding IF       |
| Lyseng           | Danmarksserien pulje 3, nr. 3   | Danmarksserien | 1. runde     | 2. runde   | Kolding IF       |
| Lystrup          | Danmarksserien pulje 3, nr. 6   | Danmarksserien | 1. runde     | 3. runde   | AaB              |
| Ringkøbing       | 2. division Vest, nr. 12        | Danmarksserien | 1. runde     | 1. runde   | Odder            |
| Sædding/Guldager | Jyllandsserien 1 pulje 2, nr. 3 | Jyllandsserien | 1. runde     | 2. runde   | Lystrup          |
| Tjørring         | Jyllandsserien 1 pulje 2, nr. 7 | Jyllandsserien | 1. runde     | 1. runde   | Skive            |
| Varde            | 2. division Vest, nr. 14        | Danmarksserien | 1. runde     | 1. runde   | FC Sønderborg    |
| Vejgaard         | Jyllandsserien 1 pulje 1, nr. 1 | Danmarksserien | 1. runde     | 3. runde   | SønderjyskE      |
| Viby             | Danmarksserien pulje 3, nr. 8   | Danmarksserien | 1. runde     | 1. runde   | Lyseng           |
| Aabyhøj          | Jyllandsserien 1 pulje 2, nr. 2 | Danmarksserien | 1. runde     | 2. runde   | FC Sønderborg    |
| Aalborg Freja    | Jyllandsserien 1 pulje 1, nr. 2 | Danmarksserien | 1. runde     | 2. runde   | AC Horsens       |

Aars har trukket sig fra DBU Pokalen, der de ikke har følt, at de kunne samle et slagkraftigt mandskab.

### Seriehold, København
| Klub         | Ligaplacering 2014-15          | Liga 2015-16     | Træder ind i | Slået ud i | Slået ud af        |
| ------------ | ------------------------------ | ---------------- | ------------ | ---------- | ------------------ |
| FA 2000      | Danmarksserien pulje 2, nr. 4  | Danmarksserien   | 1. runde     | 1. runde   | Greve              |
| FB           | Københavnsserien, nr. 6        | Københavnsserien | 1. runde     | 1. runde   | IF Skjold Birkerød |
| Fremad Valby | Danmarksserien pulje 1, nr. 14 | Københavnsserien | 1. runde     | 2. runde   | Hvidovre           |
| GVI          | 2. division Øst, nr. 13        | Danmarksserien   | 1. runde     | 1. runde   | Frederikssund      |
| IF Føroyar   | Serie 1 pulje 2, nr. 3         | Serie 1          | 1. runde     | 1. runde   | Hvidovre           |
| Jægersborg   | Danmarksserien pulje 1, nr. 3  | Danmarksserien   | 1. runde     | 2. runde   | FC Roskilde        |
| Sundby       | Serie 1 pulje 2, nr. 1         | Københavnsserien | 1. runde     | 1. runde   | B93                |
| Tårnby FF    | Serie 1 pulje 2, nr. 8         | Serie 1          | 1. runde     | 1. runde   | FC Helsingør       |
| Vanløse      | Danmarksserien pulje 1, nr. 6  | Danmarksserien   | 1. runde     | 1. runde   | Jægersborg         |

### Seriehold, Lolland-Falster
| Klub              | Ligaplacering 2014-15                       | Liga 2015-16          | Træder ind i | Slået ud i | Slået ud af     |
| ----------------- | ------------------------------------------- | --------------------- | ------------ | ---------- | --------------- |
| Døllefjelde-Musse | Danmarksserien pulje 2, nr. 11              | Sjællandsserien       | 1. runde     | 1. runde   | Holbæk          |
| Frem Sakskøbing   | Lolland-Falsterserien oprykningsspil, nr. 4 | Lolland-Falsterserien | 1. runde     | 1. runde   | FC Vestsjælland |
| Listrup           | Lolland-Falsterserien oprykningsspil, nr. 3 | Lolland-Falsterserien | 1. runde     | 1. runde   | Rishøj          |

### Seriehold, Sjælland
| Klub               | Ligaplacering 2014-15          | Liga 2015-16    | Træder ind i | Slået ud i | Slået ud af     |
| ------------------ | ------------------------------ | --------------- | ------------ | ---------- | --------------- |
| Avedøre            | 2. division Øst, nr. 12        | Danmarksserien  | 1. runde     | 2. runde   | FC Vestsjælland |
| B1973 Herlev       | Sjællandsserien, nr. 13        | Sjællandsserien | 1. runde     | 1. runde   | Søllerød-Vedbæk |
| Bjæverskov         | Serie 3 pulje 8, nr. 1         | Serie 2         | 1. runde     | 1. runde   | Næstved         |
| Fredensborg        | Danmarksserien pulje 1, nr. 8  | Danmarksserien  | 1. runde     | 3. runde   | FC Helsingør    |
| Frederikssund      | Sjællandsserien, nr. 9         | Sjællandsserien | 1. runde     | 2. runde   | HB Køge         |
| Greve              | Danmarksserien pulje 1, nr. 2  | Danmarksserien  | 1. runde     | 4. runde   | SønderjyskE     |
| Helsinge           | Sjællandsserien, nr. 7         | Sjællandsserien | 1. runde     | 1. runde   | Avedøre         |
| Herlev             | 2. division Øst, nr. 15        | Danmarksserien  | 1. runde     | 1. runde   | Hillerød        |
| Herlufsholm        | Sjællandsserien, nr. 11        | Sjællandsserien | 1. runde     | 2. runde   | Brønshøj        |
| Hillerød           | Sjællandsserien, nr. 1         | Danmarksserien  | 1. runde     | 2. runde   | FC Helsingør    |
| IF Skjold Birkerød | Danmarksserien pulje 1, nr. 10 | Sjællandsserien | 1. runde     | 2. runde   | KFUM Roskilde   |
| Kalundborg         | Danmarksserien pulje 2, nr. 3  | Danmarksserien  | 1. runde     | 1. runde   | KFUM Roskilde   |
| KFUM Roskilde      | Danmarksserien pulje 1, nr. 4  | Danmarksserien  | 1. runde     | 3. runde   | Viborg          |
| Ledøje-Smørum      | Danmarksserien pulje 2, nr. 2  | Danmarksserien  | 1. runde     | 2. runde   | Lyngby          |
| Rishøj             | 2. division Øst, nr. 11        | Danmarksserien  | 1. runde     | 4. runde   | AGF             |
| Søllerød-Vedbæk    | 2. division Øst, nr. 14        | Danmarksserien  | 1. runde     | 2. runde   | Rishøj          |
| Virum-Sorgenfri    | Sjællandsserien, nr. 2         | Danmarksserien  | 1. runde     | 1. runde   | Fremad Valby    |

Svebølle er blevet trukket ud af DBU Pokalen, da de fusionerer med Kalundborg.

## Første runde
I turneringens første runde er holdene opdelt i en Vest- og Øst-pulje. I Vestpuljen deltager 48 hold, der igen er opdelt i tre puljer, "Nord-puljen", "Midt-puljen" og "Syd/Fyn-puljen". Østpuljen består af 48 hold, der er opdelt i to puljer "Sjælland/Lolland/Falster-puljen" og "Sjælland/København/Bornholm-puljen".
Lodtrækningen fandt sted fredag den 3. juli 2015.
Tallet i parentes angiver hvilket hierarkisk niveau holder spiller på. Superligaen: (1), 1. division: (2) og så videre.

### Vest, Nord
| 11. august 2015 18:30 |

| Birkelse (5) | 1 - 3 | Aalborg Freja (4) |
| ------------ | ----- | ----------------- |
|              |       |                   |

| J.L. Biler Arena, Aabybro Dommer: Mathias Kræmer |

| 11. august 2015 18:30 |

| IF Skjold Sæby (5) | 1 - 7 | Thisted (3) |
| ------------------ | ----- | ----------- |
|                    |       |             |

| Sparekassen Vendsyssel Arena, Sæby Dommer: Mikkel Redder |

| 12. august 2015 18:30 |

| Jammerbugt FC (3) | 1 - 3 | Vendsyssel FF (2) |
| ----------------- | ----- | ----------------- |
|                   |       |                   |

| Jetsmark Stadion, Pandrup Dommer: Michael Rasmussen |

Vejgaard er oversidder i 1. runde.

### Vest, Midt
| 11. august 2015 18:30 |

| Aulum (6) | 1 - 6 | Brabrand (3) |
| --------- | ----- | ------------ |
|           |       |              |

| Aulum Fritidscenter, Aulum Dommer: Michael V. Jensen |

| 11. august 2015 18:30 |

| DGL 2000 (6) | 2 - 3 | Kjellerup (4) |
| ------------ | ----- | ------------- |
|              |       |               |

| Tilst Idrætsanlæg, Tilst Dommer: Jens Maae |

| 11. august 2015 18:30 |

| FC Skanderborg (4) | 0 - 2 | Aabyhøj (4) |
| ------------------ | ----- | ----------- |
|                    |       |             |

| Wannafind Stadion, Skanderborg Dommer: Paw Johansen |

| 11. august 2015 18:30 |

| Fuglebakken KFUM (5) | 0 - 3 | AC Horsens (2) |
| -------------------- | ----- | -------------- |
|                      |       |                |

| Højlyngen, Aarhus Dommer: Morten Krogh |

| 11. august 2015 18:30 |

| Lyseng (4) | 2 - 0 | Viby (4) |
| ---------- | ----- | -------- |
|            |       |          |

| Lyseng Idrætscenter, Højbjerg Dommer: Michael Rasmussen |

| 11. august 2015 18:30 |

| Lystrup (4) | 3 - 2 | Skovbakken (3) |
| ----------- | ----- | -------------- |
|             |       |                |

| Lystrup Idrætsanlæg, Lystrup Dommer: Brian Jessen |

| 11. august 2015 18:30 |

| Tjørring (5) | 0 - 4 | Skive (2) |
| ------------ | ----- | --------- |
|              |       |           |

| Gilmose Park, Herning Dommer: Michael Tykgaard |

| 12. august 2015 18:30 |

| Ringkøbing (4) | 1 - 2 | Odder (3) |
| -------------- | ----- | --------- |
|                |       |           |

| Alkjær Stadion, Ringkøbing Dommer: Morten Krogh |

| 12. august 2015 19:00 |

| Holstebro (4) | 0 - 4 | Silkeborg (2) |
| ------------- | ----- | ------------- |
|               |       |               |

| Holstebro Idrætspark, Holstebro Dommer: Esad Deronjic |

### Vest, Syd/Fyn
| 4. august 2015 18:30 |

| Middelfart (3) | 1 - 1 (e.f.s.) | Vejle (2) |
| -------------- | -------------- | --------- |
|                |                |           |

| Middelfart Stadion, Middelfart Dommer: Morten Krogh |

|  |       | Straffesparkskonkurrence |
|  | 1 - 4 |                          |

| 11. august 2015 18:30 |

| Marslev (6) | 0 - 10 | Tarup/Paarup (4) |
| ----------- | ------ | ---------------- |
|             |        |                  |

| Marslev Idrætsplads, Marslev Dommer: Allan Rørdahl Borgstrøm |

| 11. august 2015 18:30 |

| Morud (5) | 1 - 7 | Marienlyst (3) |
| --------- | ----- | -------------- |
|           |       |                |

| VVS Fyn Arena, Morud Dommer: Peter Rasmussen |

| 11. august 2015 18:30 |

| Næsby (3) | 0 - 6 | FC Fredericia (2) |
| --------- | ----- | ----------------- |
|           |       |                   |

| Næsby Stadion, Næsby Dommer: Peter Kjærsgaard-Andersen |

| 11. august 2015 18:30 |

| Sædding/Guldager (5) | 3 - 1 | Kolding BK (4) |
| -------------------- | ----- | -------------- |
|                      |       |                |

| Guldager Idrætscenter, Esbjerg Dommer: Jørgen Daugbjerg Buchardt |

| 12. august 2015 18:30 |

| B1913 (5) | 0 - 3 | FC Svendborg (3) |
| --------- | ----- | ---------------- |
|           |       |                  |

| Campus Road, Odense Dommer: Allan Rørdahl Borgstrøm |

| 12. august 2015 18:30 |

| Esbjerg IF 92 (6) | 3 - 4 | FC Sydvest (4) |
| ----------------- | ----- | -------------- |
|                   |       |                |

| Skibhøj Anlæg, Esbjerg Dommer: Bjarke Bruun |

| 12. august 2015 18:30 |

| FC Sønderborg (4) | 4 - 1 | Varde (4) |
| ----------------- | ----- | --------- |
|                   |       |           |

| Alsie Express Park, Sønderborg Dommer: Allan Staal |

| 12. august 2015 18:30 |

| Langeskov (5) | 0 - 5 | Nyborg (5) |
| ------------- | ----- | ---------- |
|               |       |            |

| Langeskov Stadion, Langeskov Dommer: Morten Bertelsen |

| 12. august 2015 18:30 |

| Lundtoft IF (8) | 1 - 7 | Kolding IF (3) |
| --------------- | ----- | -------------- |
|                 |       |                |

| Kliplev Hallen, Aabenraa Dommer: Claus Steiner |

| 12. august 2015 18:30 |

| Søhus Stige (7) | 4 - 2 | Aarslev (5) |
| --------------- | ----- | ----------- |
|                 |       |             |

| Spar Søhus Arena, Søhus Dommer: Søren Stagaard |

### Øst, Sjælland/Lolland/Falster
| 11. august 2015 18:30 |

| Frem Sakskøbing (5) | 0 - 4 | FC Vestsjælland (2) |
| ------------------- | ----- | ------------------- |
|                     |       |                     |

| Sakskøbing Stadion, Sakskøbing Dommer: Benjamin Leander |

| 11. august 2015 18:30 |

| Kalundborg (4) | 3 - 5 | KFUM Roskilde (4) |
| -------------- | ----- | ----------------- |
|                |       |                   |

| Munkesø Stadion, Kalundborg Dommer: Patrick Stenzel Rasmussen |

| 11. august 2015 18:30 |

| Listrup (5) | 0 - 2 | Rishøj (4) |
| ----------- | ----- | ---------- |
|             |       |            |

| LUIF's anlæg, Nykøbing Falster Dommer: Anders Skjødt Petersen |

| 12. august 2015 18:30 |

| Bjæverskov (7) | 0 - 4 | Næstved (2) |
| -------------- | ----- | ----------- |
|                |       |             |

| Skovbohallen, Bjæverskov Dommer: Lars Christoffersen |

| 12. august 2015 18:30 |

| Døllefjelde-Musse (5) | 1 - 4 | Holbæk (3) |
| --------------------- | ----- | ---------- |
|                       |       |            |

| DMI's anlæg, Nysted Dommer: Yasin Seker |

| 12. august 2015 19:00 |

| Nykøbing FC (3) | 1 - 2 | FC Roskilde (2) |
| --------------- | ----- | --------------- |
|                 |       |                 |

| Nykøbing Falster Idrætspark, Nykøbing Falster Dommer: Kasper Madsen |

Herlufsholm er oversidder i 1. runde.

### Øst, Sjælland/København/Bornholm
| 11. august 2015 18:00 |

| FB (5) | 0 - 2 | IF Skjold Birkerød (5) |
| ------ | ----- | ---------------------- |
|        |       |                        |

| Frederiksberg Idrætspark, Frederiksberg Dommer: Casper Thorsøe Jr. |

| 11. august 2015 18:30 |

| B1973 (5) | 0 - 3 | Søllerød-Vedbæk (4) |
| --------- | ----- | ------------------- |
|           |       |                     |

| Elverroad, Herlev Dommer: Jesper Nielsen |

| 11. august 2015 18:30 |

| Frederikssund (5) | 3 - 1 | GVI (4) |
| ----------------- | ----- | ------- |
|                   |       |         |

| Frederikssund Stadion, Frederikssund Dommer: Thomas Dahl Strandberg |

| 11. august 2014 18:30 |

| Fremad Valby (5) | 8 - 2 | Virum-Sorgenfri (4) |
| ---------------- | ----- | ------------------- |
|                  |       |                     |

| Valby Idrætspark, Valby Dommer: Lars Skibild Jensen |

| 11. august 2015 18:30 |

| Helsinge Fodbold (5) | 0 - 3 | Avedøre (4) |
| -------------------- | ----- | ----------- |
|                      |       |             |

| Helsinge Stadion, Helsinge Dommer: Jakob A. Sundberg |

| 11. august 2015 18:30 |

| Hillerød (4) | 1 - 0 | Herlev (4) |
| ------------ | ----- | ---------- |
|              |       |            |

| Hillerød Stadion, Hillerød Dommer: Jesper Dahl |

| 11. august 2015 18:30 |

| Ledøje-Smørum (4) | 1 - 1 (e.f.s.) | Frem (3) |
| ----------------- | -------------- | -------- |
|                   |                |          |

| Ledøje Idrætscenter, Smørum Dommer: Martin Køster |

|  |       | Straffesparkskonkurrence |
|  | 5 - 3 |                          |

| 11. august 2015 18:30 |

| NB Bornholm (5) | 2 - 2 (e.f.s.) | Fredensborg (4) |
| --------------- | -------------- | --------------- |
|                 |                |                 |

| Nexø Stadion, Nexø Dommer: Janus Vorm |

|  |       | Straffesparkskonkurrence |
|  | 4 - 5 |                          |

| 11. august 2015 18:30 |

| Sundby (5) | 1 - 4 | B93 (3) |
| ---------- | ----- | ------- |
|            |       |         |

| Kløvermarkens Idrætsanlæg, København Dommer: Benjamin Helm Svedborg |

| 11. august 2015 19:00 |

| HIK (3) | 0 - 3 | Brønshøj (3) |
| ------- | ----- | ------------ |
|         |       |              |

| Gentofte Sportspark Kunst 1, Gentofte Dommer: Benjamin Willaume-Jantzen |

| 12. august 2015 18:30 |

| Avarta (3) | 2 - 5 | HB Køge (2) |
| ---------- | ----- | ----------- |
|            |       |             |

| Espelundens Idrætsanlæg, Rødovre Dommer: Michael Johansen |

| 12. august 2015 18:30 |

| FA 2000 (4) | 1 - 3 | Greve (4) |
| ----------- | ----- | --------- |
|             |       |           |

| Frederiksberg Stadion, Frederiksberg Dommer: Benjamin Leander |

| 12. august 2015 18:30 |

| IF Føroyar (6) | 0 - 6 | Hvidovre (3) |
| -------------- | ----- | ------------ |
|                |       |              |

| Kløvermarkens Idrætsanlæg, København Dommer: Peter Munch Larsen |

| 12. august 2015 18:30 |

| Jægersborg (4) | 3 - 1 | Vanløse (4) |
| -------------- | ----- | ----------- |
|                |       |             |

| Gentofte Sportspark, Gentofte Dommer: Lars Skibild Jensen |

| 12. august 2015 18:30 |

| Tårnby FF (6) | 1 - 3 | FC Helsingør (2) |
| ------------- | ----- | ---------------- |
|               |       |                  |

| Uganda Ground, Kastrup Dommer: Benjamin Willaume-Jantzen |

| 12. august 2015 20:00 |

| AB (3) | 0 - 3 | Lyngby (2) |
| ------ | ----- | ---------- |
|        |       |            |

| Gladsaxe Stadion, Gladsaxe Dommer: Anders Poulsen |

| 19. august 2015 18:30 |

| B1908 (3) | 2 - 0 | Fremad Amager (3) |
| --------- | ----- | ----------------- |
|           |       |                   |

| Sundby Idrætspark, København Dommer: Benjamin Willaume-Jantzen |

## Anden runde
I 2. runde træder nummer 5-10 fra Superligaen 2014-15 og nummer 1 og 2 fra 1. division 2014-15 ind i DBU Pokalen og sammen med de 48 vindere fra 1. runde, vil der være 56 hold.
Holdene deles op i 2 lige store puljer, hhv. Øst og Vest, da der var flere Vest-hold end Øst-hold, blev Nyborg, OB og Tarup/Paarup rykket over i Øst-puljen efter en lodtrækning blandt de fynske hold.
Lodtrækningen fandt sted tirsdag den 18. august 2015. Lodtrækningen tilrettelagdes således, at klubberne i Superligaen ikke kunne møde hinanden, samt så vidt muligt således, at klubberne udenfor Herre-DM ikke kunne møde hinanden.

### Vest
| 25. august 2015 17:30 |

| Brabrand (3) | 1 - 2 | FC Fredericia (2) |
| ------------ | ----- | ----------------- |
|              |       |                   |

| Brabrand Stadion, Brabrand Dommer: Mads-Kristoffer Kristoffersen |

| 1. september 2015 17:15 |

| FC Svendborg (3) | 0 - 3 | Silkeborg (2) |
| ---------------- | ----- | ------------- |
|                  |       |               |

| Høje Bøge Stadion, Svendborg Dommer: Henrik Overgaard |

| 1. september 2015 17:15 |

| Lyseng (4) | 1 - 2 | Kolding IF (3) |
| ---------- | ----- | -------------- |
|            |       |                |

| Lyseng Idrætscenter, Højbjerg Dommer: Chris Johansen |

| 1. september 2015 17:15 |

| Marienlyst (3) | 1 - 5 | Viborg (1) |
| -------------- | ----- | ---------- |
|                |       |            |

| Marienlystcentret, Odense Dommer: Benjamin Helm Svedborg |

| 1. september 2015 17:15 |

| Sædding/Guldager (5) | 1 - 5 | Lystrup (4) |
| -------------------- | ----- | ----------- |
|                      |       |             |

| Guldager Idrætscenter, Esbjerg Dommer: Aydin Uslu |

| 1. september 2015 17:15 |

| Søhus Stige (7) | 0 - 9 | Esbjerg (1) |
| --------------- | ----- | ----------- |
|                 |       |             |

| Rema 1000 Arena, Søhus Dommer: Peter Rasmussen |

| 1. september 2015 17:15 |

| Vejgaard (4) | 3 - 2 | FC Sydvest (4) |
| ------------ | ----- | -------------- |
|              |       |                |

| Soffy Road, Aalborg Dommer: Martin Braun Christensen |

| 1. september 2015 18:30 |

| Thisted (3) | 1 - 2 | SønderjyskE (1) |
| ----------- | ----- | --------------- |
|             |       |                 |

| Sparekassen Thy Arena, Thisted Dommer: Jakob Kehlet |

| 2. september 2015 17:15 |

| Aabyhøj (4) | 0 - 2 | FC Sønderborg (4) |
| ----------- | ----- | ----------------- |
|             |       |                   |

| Aabyhøj Stadion, Aabyhøj Dommer: Mikkel Redder |

| 2. september 2015 17:45 |

| Vejle (2) | 0 - 0 (e.f.s) | Hobro (1) |
| --------- | ------------- | --------- |
|           |               |           |

| Vejle Stadion, Vejle Dommer: Jens Maae |

|  |       | Straffesparkskonkurrence |
|  | 2 - 4 |                          |

| 2. september 2015 20:15 |

| Kjellerup (4) | 1 - 8 | AGF (1) |
| ------------- | ----- | ------- |
|               |       |         |

| Bjerget, Kjellerup Dommer: Morten Krogh |

| 8. september 2015 17:15 |

| Odder (3) | 0 - 1 | Skive (2) |
| --------- | ----- | --------- |
|           |       |           |

| Odder Stadion, Odder Dommer: Sandi Putros |

| 8. september 2015 17:15 |

| Aalborg Freja (4) | 0 - 6 | AC Horsens (2) |
| ----------------- | ----- | -------------- |
|                   |       |                |

| Ny Frejapark, Aalborg Dommer: Michael V. Jensen |

| 9. september 2015 20:15 |

| Vendsyssel FF (2) | 0 - 2 | AaB (1) |
| ----------------- | ----- | ------- |
|                   |       |         |

| Bredbånd Nord Arena, Hjørring Dommer: Jakob Kehlet |

### Øst
| 25. august 2015 18:30 |

| Næstved (2)               | 1 - 0 | FC Nordsjælland (1) |
| ------------------------- | ----- | ------------------- |
| Stefan Nygaard Hansen 79' |       |                     |

| Næstved Stadion, Næstved Tilskuere: 1.113 Dommer: Benjamin Helm Svedborg |

| 1. september 2015 17:15 |

| Fredensborg (4)    | 1 - 0 | B1908 (3) |
| ------------------ | ----- | --------- |
| Mads Brøndberg 44' |       |           |

| Fredensborg Stadion, Fredensborg Dommer: Yasin Seker |

| 1. september 2015 17:15 |

| Frederikssund (5)                         | 2 - 6 | HB Køge (2)                                                                              |
| ----------------------------------------- | ----- | ---------------------------------------------------------------------------------------- |
| Jonas Kirchmann 25' · Christian Helev 85' |       | Kristoffer Munksgaard 6' · Adam Bedell 20', 72', 77' · Søren Henriksen 47' · Caion 87' · |

| Frederikssund Stadion, Frederikssund Tilskuere: 500 Dommer: Lars Skibild Jensen |

| 1. september 2015 17:15 |

| Hillerød (4)                 | 1 - 2 | FC Helsingør (2)                                 |
| ---------------------------- | ----- | ------------------------------------------------ |
| Philip Lindegaard 80' (str.) |       | Mikkel Knudstrup 28' · Christoffer Boateng 51' · |

| Hillerød Stadion, Hillerød Tilskuere: 350 Dommer: Jakob A. Sundberg |

| 1. september 2015 17:15 |

| Rishøj (4) | 2 - 0 | Søllerød-Vedbæk (4) |
| ---------- | ----- | ------------------- |
|            |       |                     |

| Rishøj Stadion, Køge Dommer: Benjamin Leander |

| 1. september 2015 18:00 |

| Holbæk (3)                                                      | 4 - 2 | B93 (3)                                  |
| --------------------------------------------------------------- | ----- | ---------------------------------------- |
| Mohammad Ali 18', 36' · Thomas Jensen 49' · Mohammed Asrihi 70' |       | Olcay Senoglu 27' · Andreas Heimer 56' · |

| SuRi Park, Holbæk Tilskuere: 150 Dommer: Casper Thorsøe Jr. |

| 1. september 2015 19:00 |

| Herlufsholm (5) | 0 - 5 | Brønshøj (2)                                             |
| --------------- | ----- | -------------------------------------------------------- |
|                 |       | Patrick Naundrup 48', 57', 89' · Jabar Sharza 61', 80' · |

| Tingbjerg Idrætspark, Tingbjerg Tilskuere: 160 Dommer: Benjamin Willaume-Jantzen |

| 2. september 2015 17:15 |

| Avedøre (4) | 0 - 3 | FC Vestsjælland (2)                                                           |
| ----------- | ----- | ----------------------------------------------------------------------------- |
|             |       | Marc Rochester Sørensen 42' · Mathias Hebo Rasmussen 53' · Yones Felfel 54' · |

| Avedøre Stadion, Hvidovre Tilskuere: 257 Dommer: Lars Christoffersen |

| 2. september 2015 17:15 |

| Fremad Valby (5)                                | 2 - 2 (e.f.s) | Hvidovre (3)                                 |
| ----------------------------------------------- | ------------- | -------------------------------------------- |
| Milan Johannsen 16' · Christian Stoltenberg 78' |               | Kasper Jensen 12' · Anders Vestergaard 54' · |

| Valby Idrætspark, Valby Tilskuere: 224 Dommer: Kenneth Sørensen |

|  |       | Straffesparkskonkurrence |
|  | 4 - 5 |                          |

| 2. september 2015 17:15 |

| IF Skjold Birkerød (5) | 1 - 4 | KFUM Roskilde (4) |
| ---------------------- | ----- | ----------------- |
|                        |       |                   |

| Birkerød Stadion, Birkerød Dommer: Jesper Nielsen |

| 2. september 2015 17:15 |

| Ledøje-Smørum (4) | 0 - 5 | Lyngby (2)                                                                                  |
| ----------------- | ----- | ------------------------------------------------------------------------------------------- |
|                   |       | Gustav Therkildsen 33' · Dennis Sørensen 47', 83' · Bror Blume 69' · Frederik Gytkjær 90' · |

| Ledøje Idrætscenter, Smørum Tilskuere: 834 Dommer: Kasper Madsen |

| 2. september 2015 17:15 |

| Nyborg (5) | 0 - 5 | Greve (4)                                                                                       |
| ---------- | ----- | ----------------------------------------------------------------------------------------------- |
|            |       | Jonathan Melchiorsen 20', 85' · Rasmus Jensen 40' · Rasmus Tønnesen 50' · Nicolaj Clausen 55' · |

| Nyborg Idrætspark, Nyborg Dommer: Allan Rørdahl Borgstrøm |

| 9. september 2015 17:45 |

| Tarup/Paarup (4) | 0 - 2 | OB (1)                      |
| ---------------- | ----- | --------------------------- |
|                  |       | Rasmus Festersen 70', 81' · |

| TRE-FOR Park, Odense Tilskuere: 3.015 Dommer: Mads-Kristoffer Kristoffersen |

| 23. september 2015 17:15 |

| Jægersborg (4)      | 1 - 6 | FC Roskilde (2)                                                                        |
| ------------------- | ----- | -------------------------------------------------------------------------------------- |
| Zakaria El-Ouaz 22' |       | Lars Brøgger 31', 54', 78', 89' · Martin Engbæk Andersen 42' · Nicki Albek 67' (sm.) · |

| Gentofte Sportspark, Gentofte Tilskuere: 200 Dommer: Benjamin Willaume-Jantzen |

## Tredje runde
I 3. runde træder nummer 1-4 fra Superligaen 2014-15 ind i DBU Pokalen og sammen med de 28 vindere fra 2. runde vil der være 32 hold.
Lodtrækningen tilrettelægges således, at klubberne i Superligaen ikke kan møde hinanden, samt så vidt muligt således, at klubberne udenfor Herre-DM ikke kan møde hinanden. Lodtrækningen fandt sted torsdag den 3. september 2015.
| 22. september 2015 16:00 |

| Greve (4)               | 2 - 1 | Hvidovre (3)                 |
| ----------------------- | ----- | ---------------------------- |
| Patrick Jensen 53', 67' |       | Frederik Krabbe 41' (str.) · |

| Greve Stadion, Greve Tilskuere: 303 Dommer: Benjamin Leander |

| 22. september 2015 16:00 |

| KFUM Roskilde (4)  | 1 - 5 | Viborg (1)                                                                                             |
| ------------------ | ----- | --- |
| Jakob Sparholt 77' |       | Osama Akharraz 3' · Serge Debl 25' · Mathias Wichmann 29' · Alhaji Gero 86' · Sebastian Andersen 90' · |

| Lillevang Idrætscenter, Roskilde Tilskuere: 622 Dommer: Kasper Madsen |

| 22. september 2015 16:30 |

| Vejgaard (5)              | 1 - 3 | SønderjyskE (1)                                               |
| ------------------------- | ----- | ------------------------------------------------------------- |
| Tim Bay Nielsen 7' (str.) |       | Kees Luijckx 10' · Marc Pedersen 19' · Johan Absalonsen 88' · |

| Soffy Road, Aalborg Tilskuere: 800 Dommer: Mads-Kristoffer Kristoffersen |

| 22. september 2015 18:15 |

| FC Fredericia (2)                        | 2 - 1 | OB (1)               |
| ---------------------------------------- | ----- | -------------------- |
| Admir Catovic 37' · Oliver Feldballe 81' |       | Kenneth Zohore 38' · |

| Monjasa Park, Fredericia Tilskuere: 1.680 Dommer: Michael Tykgaard |

| 22. september 2015 18:30 |

| Rishøj (4)                                       | 3 - 1 | Brønshøj (3)        |
| ------------------------------------------------ | ----- | ------------------- |
| Morten Christensen 23', 90' · Niclas Tüchsen 52' |       | Daniel Anusic 67' · |

| Køge Stadion, Køge Tilskuere: 202 Dommer: Casper Thorsøe Jr. |

| 22. september 2015 20:15 |

| Silkeborg (2) | 0 - 1 | AGF (1)           |
| ------------- | ----- | ----------------- |
|               |       | Danny Olsen 64' · |

| Mascot Park, Silkeborg Tilskuere: 1.784 Dommer: Jørgen Daugbjerg Buchardt |

| 23. september 2015 16:00 |

| Fredensborg (4) | 0 - 1 | FC Helsingør (2)       |
| --------------- | ----- | ---------------------- |
|                 |       | Mikkel Knudstrup 30' · |

| Fredensborg Stadion, Fredensborg Tilskuere: 876 Dommer: Peter Munch Larsen |

| 23. september 2015 18:00 |

| FC Vestsjælland (2) | 0 - 2 | FC København (1)                                |
| ------------------- | ----- | ----------------------------------------------- |
|                     |       | Federico Santander 7' · Andreas Cornelius 76' · |

| Harboe Arena, Slagelse Tilskuere: 1.493 Dommer: Michael Johansen |

| 23. september 2015 18:00 |

| Kolding IF (3)         | 1 - 3 (e.f.s) | Skive (2)                                               |
| ---------------------- | ------------- | ------------------------------------------------------- |
| Søren Zachariassen 19' |               | Mikael Uhre 30' · Murici 107' · Jesper Henriksen 118' · |

| Kolding Stadion, Kolding Tilskuere: 190 Dommer: Sandi Putros |

| 23. september 2015 19:00 |

| HB Køge (2)                               | 2 - 0 | AC Horsens (2) |
| ----------------------------------------- | ----- | -------------- |
| Alexander Ludwig 77' · Brandao 89' (str.) |       |                |

| SEAS-NVE Park, Herfølge Tilskuere: 511 Dommer: Jesper Nielsen |

| 23. september 2015 20:45 |

| Holbæk (3) | 0 - 7 | Brøndby (1)                                                                               |
| ---------- | ----- | ----------------------------------------------------------------------------------------- |
|            |       | Christian Jakobsen 10', 57', 73', 80' · Ronnie Schwartz 35', 59' · Andrew Hjulsager 70' · |

| SuRi Park, Holbæk Tilskuere: 3.021 Dommer: Benjamin Helm Svedborg |

| 24. september 2015 16:00 |

| FC Sønderborg (4) | 0 - 6 | Randers FC (1)                                                              |
| ----------------- | ----- | --------------------------------------------------------------------------- |
|                   |       | Piotr Parzyszek 6', 63' · Kasper Fisker 48', 54' · Kasper Junker 68', 72' · |

| Alsie Express Park, Sønderborg Tilskuere: 1.021 Dommer: Dennis Mogensen |

| 24. september 2015 18:15 |

| Lyngby (2)               | 1 - 0 | Esbjerg (1) |
| ------------------------ | ----- | ----------- |
| Casper Højer Nielsen 85' |       |             |

| Lyngby Stadion, Lyngby Tilskuere: 889 Dommer: Anders Poulsen |

| 24. september 2015 20:45 |

| Næstved (2) | 0 - 3 | FC Midtjylland (1)                                          |
| ----------- | ----- | ----------------------------------------------------------- |
|             |       | Francis Dickoh 8' · Mikkel Duelund 53' · Paul Onuachu 90' · |

| Harboe Arena, Slagelse Tilskuere: 812 Dommer: Lars Christoffersen |

| 29. september 2015 18:00 |

| Lystrup (4) | 0 - 4 | AaB (1)                                                             |
| ----------- | ----- | ------------------------------------------------------------------- |
|             |       | Gilli Rolantsson 27' · Nicolaj Thomsen 28' · Jannik Pohl 45', 59' · |

| Nordjyske Arena, Aalborg Tilskuere: 3.407 Dommer: Mads-Kristoffer Kristoffersen |

| 13. oktober 2015 19:00 |

| FC Roskilde (2) | 0 - 0 (e.f.s) | Hobro (1) |
| --------------- | ------------- | --------- |
|                 |               |           |

| Roskilde Idrætspark, Roskilde Tilskuere: 1.587 Dommer: Peter Kjærsgaard-Andersen |

|  |       | Straffesparkskonkurrence |
|  | 7 - 6 |                          |

## Fjerde runde
Lodtrækningen fandt sted fredag den 25. september.
| 21. oktober 2015 15:00 |

| FC Helsingør (2) | 0 - 2 | Randers FC (1)                                    |
| ---------------- | ----- | ------------------------------------------------- |
|                  |       | Mads Danekilde 16' (sm.) · Christian Keller 76' · |

| Helsingør Stadion, Helsingør Tilskuere: 698 Dommer: Lars Christoffersen |

| 27. oktober 2015 18:15 |

| Rishøj (4) | 0 - 3 | AGF (1)                                            |
| ---------- | ----- | -------------------------------------------------- |
|            |       | Dino Mikanovic 68' · Nordstrand 73' · Aabech 90' · |

| Tingbjerg Idrætspark, Brønshøj Tilskuere: 392 Dommer: Benjamin Helm Svedborg |

| 27. oktober 2015 19:00 |

| Skive (2)                                             | 3 - 2 | Viborg (1)                                        |
| ----------------------------------------------------- | ----- | ------------------------------------------------- |
| Mikkel Frankoch 10' · Murici 27' · Musefiu Ashiro 90' |       | Christian Sivebæk 39' · Christopher Poulsen 56' · |

| Spar Nord Arena, Skive Tilskuere: 1.066 Dommer: Jørgen Daugbjerg Burchardt |

| 28. oktober 2015 14:00 |

| Greve (4)                                   | 2 - 6 | SønderjyskE (1)                                                                                 |
| ------------------------------------------- | ----- | ----------------------------------------------------------------------------------------------- |
| Christian Larsson 62' · Nicolaj Clausen 90' |       | Thomas Dalgaard 14', 18' · Emmanuel Okwi 61', 64' · Jeppe Simonsen 68' · Mikkel Hedegaard 83' · |

| Greve Stadion, Greve Tilskuere: 1.143 Dommer: Dennis Mogensen |

| 28. oktober 2015 18:15 |

| FC Roskilde (2)                                         | 3 - 2 (e.f.s) | FC Midtjylland (1)                               |
| ------------------------------------------------------- | ------------- | ------------------------------------------------ |
| Nikolaj Hansen 15' · Bajram Fetai 58' · Jesper Bech 99' |               | Marco Larsen 28' · Morten Duncan Rasmussen 67' · |

| Roskilde Idrætspark, Roskilde Tilskuere: 2.853 Dommer: Jens Maae |

| 28. oktober 2015 20:45 |

| Lyngby (2) | 1 - 2 | AaB (1)                                   |
| ---------- | ----- | ----------------------------------------- |
|            |       | Kasper Pedersen 33' · Lukas Spalvis 68' · |

| Lyngby Stadion, Lyngby Tilskuere: 1.399 Dommer: Peter Kjærsgaard-Andersen |

| 29. oktober 2015 18:15 |

| FC Fredericia (2)      | 1 - 2 (e.f.s) | FC København (1)                       |
| ---------------------- | ------------- | -------------------------------------- |
| Nikolaj Hagelskjær 43' |               | Danny Amankwaa 28' · Kasper Kusk 92' · |

| Monjasa Park, Fredericia Tilskuere: 2.649 Dommer: Mads-Kristoffer Kristoffersen |

| 29. oktober 2015 20:45 |

| HB Køge (2) | 0 - 1 | Brøndby (1)           |
| ----------- | ----- | --------------------- |
|             |       | Ronnie Schwartz 90' · |

| SEAS-NVE Park, Herfølge Tilskuere: 3.543 Dommer: Peter Rasmussen |

## Kvartfinaler
Lodtrækningen fandt sted torsdag d. 29. oktober.
| 1. marts 2016 18:00 |

| SønderjyskE (1) | 0 - 3 | AGF (1)                                                                 |
| --------------- | ----- | ----------------------------------------------------------------------- |
|                 |       | Morten "Duncan" Rasmussen 8' · Elmar Bjarnason 23' · Jesper Lange 72' · |

| Sydbank Park, Haderslev Tilskuere: 2.785 Dommer: Peter Rasmussen |

| 2. marts 2016 18:30 |

| Skive (2) | 0 - 3 | Brøndby (1)                                                        |
| --------- | ----- | ------------------------------------------------------------------ |
|           |       | Magnus Eriksson 48' · Johan Elmander 89' · Thomas Kahlenberg 90' · |

| Spar Nord Arena, Skive Tilskuere: 3.187 Dommer: Jørgen Daugbjerg Burchardt |

| 16. marts 2016 17:00 |

| FC København (1)                                        | 2 - 1 (e.f.s.) | Randers FC (1)      |
| ------------------------------------------------------- | -------------- | ------------------- |
| Federico Santander 60' · Mathias 'Zanka' Jørgensen 116' |                | Kasper Junker 90' · |

| Telia Parken, København Tilskuere: 7.513 Dommer: Lars Christoffersen |

| 5. april 2016 18:00 |

| FC Roskilde (2) | 0 - 4 | AaB (1)                                                                           |
| --------------- | ----- | --------------------------------------------------------------------------------- |
|                 |       | Nicolaj Thomsen 27' (str.) · Thomas Enevoldsen 32', 39' · Frederik Børsting 54' · |

| Roskilde Idrætspark, Roskilde Tilskuere: 2.569 Dommer: Anders Poulsen |

## Semifinaler
Lodtrækningen fandt sted mandag d. 7. marts 2016.

### Første kamp
| 6. april 2016 18:00 |

| FC København (1)   | 1 - 1 | Brøndby (1)       |
| ------------------ | ----- | ----------------- |
| Thomas Delaney 83' |       | Teemu Pukki 27' · |

| Telia Parken, København Tilskuere: 20.611 Dommer: Michael Tykgaard |

| 13. april 2016 18:00 |

| AaB (1) | 0 - 2 | AGF (1)                                               |
| ------- | ----- | ----------------------------------------------------- |
|         |       | Elmar Bjarnason 22' · Morten "Duncan" Rasmussen 62' · |

| Nordjyske Arena, Aalborg Tilskuere: 7.196 Dommer: Jørgen Daugbjerg Burchardt |

### Anden kamp
| 20. april 2016 20:00 |

| Brøndby (1) | 0 - 1 1 - 2 sammenlagt | FC København (1)        |
| ----------- | ---------------------- | ----------------------- |
|             |                        | Nicolai Jørgensen 78' · |

| Brøndby Stadion, Brøndby Tilskuere: 18.005 Dommer: Jakob Kehlet |

| 21. april 2016 20:00 |

| AGF (1)                                                   | 2 - 2 4 - 2 sammenlagt | AaB (1)                                       |
| --------------------------------------------------------- | ---------------------- | --------------------------------------------- |
| Kenneth Emil Petersen 56' (Selvmål) · Elmar Bjarnason 90' |                        | Thomas Enevoldsen 26' · Nicolaj Thomsen 52' · |

| Ceres Park, Aarhus Tilskuere: 14.094 Dommer: Peter Kjærsgaard-Andersen |

## Finale
| 5. maj 2016 17:00 |

| AGF (1)                       | 1 - 2 | FC København (1)                            |
| ----------------------------- | ----- | ------------------------------------------- |
| Morten "Duncan" Rasmussen 45' |       | Nicolai Jørgensen 29' · William Kvist 78' · |

| Telia Parken, København Tilskuere: 35.828 Dommer: Mads-Kristoffer Kristoffersen |